# Игнатцево (Ивановский район)
 Игнатцево — деревня в Ивановском районе Ивановской области. Входит в состав Богданихского сельского поселения.

## География
Находится в центральной части Ивановской области на расстоянии приблизительно 17 км на юго-восток по прямой от вокзала станции Иваново.

## История
В 1859 году здесь (тогда деревня Шуйского уезда Владимирской губернии) было учтено 18 дворов, в 1902 — 14.

## Население
Постоянное население составляло 124 человека (1859 год), 90 (1902), 7 в 2002 году (русские 100 %), 11 в 2010.